# ヤシロ&ササキのレバガチャダイパン
『ヤシロ&ササキのレバガチャダイパン』（ヤシロとササキのレバガチャダイパン）は、YouTubeで定期配信されていたウェブテレビ番組。制作はANYCOLOR、共同テレビジョン（共テレ）。2020年4月10日から2022年4月22日まで、毎週金曜日の19時からYouTubeのにじさんじ公式チャンネルにてプレミア公開で配信されていた。

## 概要
ANYCOLOR(旧・いちから)が運営するバーチャルライバーグループ・にじさんじ所属の社築と笹木咲が3Dモデルでゲストを迎え、ゲームや企画を行うゲーム実況バラエティ番組。番組はトークパート、ゲームパートに分けられており、2名の同ゲストが奇数回と偶数回で登場する。第2回からはミニコーナーとして社か笹木のどちらかがレトロゲームで出されたお題をクリアするミニゲームのコーナーが設けられている。
制作の背景として、当時にじさんじ所属ライバーの3Dモデルを利用する機会がお披露目配信やライブイベントなどに限られており、当時のいちからとしてはこの状況を打破したい考えがあった。またテレビ番組のフォーマットをそのまま用いることで、Youtubeでの配信に馴染みのない新規リスナーの導線とする意図もあった。その結果、制作コストも通常のテレビ番組並に膨れ上がり、番組が成功するかはいちからにとっても賭けだったという。
2020年5月以降、新型コロナウイルスに伴う外出自粛の影響によって番組の収録・更新が不可能となり、未公開シーンやメイキング映像を編集した総集編動画を配信するなどして穴埋めを計るも、およそ2ヶ月間にわたる休止を余儀なくされた。なお未公開シーン&メイキング集は事実上の準レギュラー企画としてシリーズ化され、番組再開後も定期的に配信されている。2021年1月29日には再び新型コロナウイルスに伴う緊急事態宣言により番組を休止、4月23日より番組内容を一部リニューアルし配信を再開した。
2022年3月4日、生配信において同年4月22日の配信をもって番組を終了することを発表した。同年4月22日を以って最終回を迎え、2年間の放送に幕を下ろした。

## 配信リスト
| No.            | プレイしたゲーム | ゲスト                                                           | ミニコーナー | 配信日         |
| -------------- | --- | ---------------------------------------------------------------- | --- | -------------- |
| ＃1            | スーパーボンバーマン R | 剣持刀也 御伽原江良                                              | | 2020年4月10日  |
| ＃2            | スーパーボンバーマン R | 剣持刀也 御伽原江良                                              | 笹木咲のできるかな！？ （スペースインベーダー インヴィンシブルコレクション）                                                                         | 2020年4月17日  |
| ＃3            | 実況パワフルプロ野球 | 月ノ美兎 樋口楓                                                  | 笹木咲のできるかな！？ （スペースインベーダー インヴィンシブルコレクション）                                                                         | 2020年4月24日  |
| ＃4            | 実況パワフルプロ野球 | 月ノ美兎 樋口楓                                                  | | 2020年5月1日   |
| ＃5            | 未公開シーン&メイキング集① | 未公開シーン&メイキング集①                                       | 未公開シーン&メイキング集① | 2020年5月8日   |
| ＃6            | 未公開シーン&メイキング集② | 未公開シーン&メイキング集②                                       | 未公開シーン&メイキング集② | 2020年5月15日  |
| ――             | レバガチャ復活記念！一挙生放送SP | レバガチャ復活記念！一挙生放送SP                                 | レバガチャ復活記念！一挙生放送SP | 2020年7月24日  |
| ＃7            | カービィのエアライド | 叶 郡道美玲                                                      | 笹木咲のできるかな！？ （バルーンファイト） | 2020年7月31日  |
| ＃8            | カービィのエアライド | 叶 郡道美玲                                                      | 笹木咲のできるかな！？ （バルーンファイト） | 2020年8月7日   |
| ＃9            | カスタムロボV2 | 加賀美ハヤト エクス・アルビオ                                    | | 2020年8月14日  |
| ＃10           | カスタムロボV2 | 加賀美ハヤト エクス・アルビオ                                    | 笹木咲のできるかな！？ （つっぱり大相撲） | 2020年8月21日  |
| ＃11           | くにおくん ザ・ワールド クラシックスコレクション - 熱血高校ドッジボール部 - いけいけ熱血ホッケー部 - 熱血格闘伝説 - 熱血!すとりーとバスケット - ダウンタウン熱血行進曲 それゆけ大運動会  | 勇気ちひろ 舞元啓介                                              | 笹木咲のできるかな！？ （アーケードアーカイブス ゴルフ）                                                                                             | 2020年8月28日  |
| ＃12           | くにおくん ザ・ワールド クラシックスコレクション - 熱血高校ドッジボール部 - いけいけ熱血ホッケー部 - 熱血格闘伝説 - 熱血!すとりーとバスケット - ダウンタウン熱血行進曲 それゆけ大運動会  | 勇気ちひろ 舞元啓介                                              | 笹木咲のできるかな！？ （アーケードアーカイブス ゴルフ）                                                                                             | 2020年9月4日   |
| ＃13           | 帰ってきた未公開シーン&メイキング集③ | 帰ってきた未公開シーン&メイキング集③                             | 帰ってきた未公開シーン&メイキング集③ | 2020年9月11日  |
| ＃14           | グランツーリスモSPORT | 鷹宮リオン でびでび・でびる                                      | 社築はできるでしょ？ （アーケードアーカイブス グラディウス）                                                                                         | 2020年9月18日  |
| ＃15           | グランツーリスモSPORT | 鷹宮リオン でびでび・でびる                                      | 社築はできるでしょ？ （アーケードアーカイブス グラディウス） （スターソルジャー）                                                                    | 2020年9月25日  |
| ＃16           | 帰ってきた未公開シーン&メイキング集④ | 帰ってきた未公開シーン&メイキング集④                             | 帰ってきた未公開シーン&メイキング集④ | 2020年10月2日  |
| ＃17           | マリオテニス64 | 本間ひまわり 花畑チャイカ                                        | 社築はできるでしょ？ （魔界村 ファミコン版） | 2020年10月9日  |
| ＃18           | マリオテニス64 | 本間ひまわり 花畑チャイカ                                        | 社築はできるでしょ？ （魔界村 ファミコン版） | 2020年10月16日 |
| ＃19           | タントアール | える 緑仙                                                        | 社築はできるでしょ？ （スーパーマリオブラザーズ） | 2020年10月23日 |
| ＃20           | タントアール | える 緑仙                                                        | 社築はできるでしょ？ （スーパーマリオブラザーズ） | 2020年10月30日 |
| ＃21           | ドカポンキングダム | リゼ・ヘルエスタ 鈴原るる                                        | 社築はできるでしょ？ 笹木咲のできるかな！？ （スーパーマリオブラザーズ）                                                                             | 2020年11月6日  |
| ＃22           | ドカポンキングダム | リゼ・ヘルエスタ 鈴原るる                                        | 社築はできるでしょ？ （いっき） | 2020年11月13日 |
| ＃23           | ストリートファイター 30th アニバーサリーコレクション - ストリートファイターII' TURBO - スーパーストリートファイターII X - ストリートファイターZERO2 - ストリートファイターIII 3rd STRIKE | 葛葉 椎名唯華                                                    | 社築はできるでしょ？ （すーぱーぷよぷよ通） | 2020年11月20日 |
| ＃24           | ストリートファイター 30th アニバーサリーコレクション - ストリートファイターII' TURBO - スーパーストリートファイターII X - ストリートファイターZERO2 - ストリートファイターIII 3rd STRIKE | 葛葉 椎名唯華                                                    | 社築はできるでしょ？ （すーぱーぷよぷよ通） | 2020年11月27日 |
| ＃25           | カプコン ベルトアクション コレクション - ファイナルファイト - バトルサーキット - 天地を喰らうII 赤壁の戦い                                                                               | ニュイ・ソシエール 黛灰                                          | 社築はできるでしょ？ （1-2-Switch「ガンマン」） | 2020年12月4日  |
| ＃26           | カプコン ベルトアクション コレクション - ファイナルファイト - バトルサーキット - 天地を喰らうII 赤壁の戦い                                                                               | ニュイ・ソシエール 黛灰                                          | 社築はできるでしょ？ （1-2-Switch「ガンマン」） | 2020年12月11日 |
| ＃27           | また帰ってきた未公開シーン&メイキング集① | また帰ってきた未公開シーン&メイキング集①                         | また帰ってきた未公開シーン&メイキング集① | 2020年12月18日 |
| ＃28           | またまた帰ってきた未公開シーン&メイキング集② | またまた帰ってきた未公開シーン&メイキング集②                     | またまた帰ってきた未公開シーン&メイキング集② | 2021年1月8日   |
| おまけ         | 年またぎにじさんじ番外編 桃鉄ノーカットSP | 年またぎにじさんじ番外編 桃鉄ノーカットSP                        | 年またぎにじさんじ番外編 桃鉄ノーカットSP | 2021年1月15日  |
| ＃29           | レバガチャクイズバトル！前編 | レバガチャクイズバトル！前編                                     | 社築はできるでしょ？ 笹木咲のできるかな！？ （タントアール）                                                                                         | 2021年1月22日  |
| ＃30           | レバガチャクイズバトル！後編 | レバガチャクイズバトル！後編                                     | 社築はできるでしょ？ （1-2-Switch「ガンマン」） | 2021年1月29日  |
| ＃31           | 太鼓の達人 Nintendo Switch ば～じょん！ | 三枝明那 アルス・アルマル                                        | 初ゲーエモリアル （GB ドンキーコング） WORLD DAIPAN CLASSIC 2021                                                                                     | 2021年4月23日  |
| ＃32           | 星のカービィ スーパーデラックス | 三枝明那 アルス・アルマル                                        | 初ゲーエモリアル （Wii U マリオカート8） WORLD DAIPAN CLASSIC 2021                                                                                   | 2021年4月30日  |
| ＃33           | 伝説のクイズ王決定戦 | 魔界ノりりむ 卯月コウ                                            | やしろとささきのふたりでなかよくできるかな？ （アイスクライマー） 初ゲーエモリアル （たまごっち） WORLD DAIPAN CLASSIC 2021                          | 2021年5月7日   |
| ＃34           | Wii Party | 魔界ノりりむ 卯月コウ                                            | やしろとささきのふたりでなかよくできるかな？ （アイスクライマー） WORLD DAIPAN CLASSIC 2021 初ゲーエモリアル （ポケットモンスター 赤）               | 2021年5月14日  |
| ＃35           | ことばのパズル もじぴったん アンコール | 夢追翔 ジョー・力一                                              | やしろとささきのふたりでなかよくできるかな？ （ツインビー） 初ゲーエモリアル （ポケットモンスター 赤） WORLD DAIPAN CLASSIC 2021                     | 2021年5月21日  |
| ＃36           | マリオゴルフ64 | 夢追翔 ジョー・力一                                              | やしろとささきのふたりでなかよくできるかな？ （ツインビー） 初ゲーエモリアル （スーパーマリオ64） WORLD DAIPAN CLASSIC 2021                          | 2021年5月28日  |
| ＃37           | スーパーマリオストライカーズ | 夜見れな 葉加瀬冬雪                                              | やしろとささきのふたりでなかよくできるかな？ （バルーンファイト） 初ゲーエモリアル （pop'n music 10） WORLD DAIPAN CLASSIC 2021                      | 2021年6月4日   |
| #38            | みんなのリズム天国 | 夜見れな 葉加瀬冬雪                                              | やしろとささきのふたりでなかよくできるかな？ （バルーンファイト） 初ゲーエモリアル （太鼓の達人Wii） WORLD DAIPAN CLASSIC 2021                       | 2021年6月11日  |
| ＃39           | マリオカート64 | 不破湊 星川サラ                                                  | やしろとささきのふたりでなかよくできるかな？ （熱血高校ドッジボール部） 初ゲーエモリアル （New スーパーマリオブラザーズ） WORLD DAIPAN CLASSIC 2021  | 2021年6月18日  |
| ＃40           | Wii Sports | 不破湊 星川サラ                                                  | やしろとささきのふたりでなかよくできるかな？ （熱血高校ドッジボール部） 初ゲーエモリアル （ゲゲゲの鬼太郎 復活! 天魔大王） WORLD DAIPAN CLASSIC 2021 | 2021年6月25日  |
| ＃41           | おどる メイド イン ワリオ | 竜胆尊 アンジュ・カトリーナ                                      | 初ゲーエモリアル （ウォーターゲーム） WORLD DAIPAN CLASSIC 2021                                                                                      | 2021年7月2日   |
| ＃42           | ドンキーコング64 | 竜胆尊 アンジュ・カトリーナ                                      | 初ゲーエモリアル （ファイナルファンタジーX） WORLD DAIPAN CLASSIC 2021                                                                               | 2021年7月9日   |
| ＃43           | ストリートファイターV チャンピオンエディション | イブラヒム 神田笑一                                              | やしろとささきのふたりでなかよくできるかな？ （大乱闘スマッシュブラザーズ SPECIAL） ロケテ! WORLD DAIPAN CLASSIC 2021                                | 2021年7月16日  |
| ＃44           | GUILTY GEAR -STRIVE- | イブラヒム 神田笑一                                              | やしろとささきのふたりでなかよくできるかな？ （大乱闘スマッシュブラザーズ SPECIAL） WORLD DAIPAN CLASSIC 2021 ロケテ!                                | 2021年7月23日  |
| ＃45           | スーパーマリオパーティ | 天宮こころ 相羽ういは                                            | やしろとささきのふたりでなかよくできるかな？ （イーアルカンフー） WORLD DAIPAN CLASSIC 2021 ロケテ!                                                  | 2021年7月30日  |
| ＃46           | リングフィット アドベンチャー | 天宮こころ 相羽ういは                                            | やしろとささきのふたりでなかよくできるかな？ （イーアルカンフー） WORLD DAIPAN CLASSIC 2021 ロケテ!                                                  | 2021年8月6日   |
| ＃47           | リンクのボウガントレーニング | ラトナ・プティ 勇気ちひろ                                        | やしろとささきのふたりでなかよくできるかな？ （スプラトゥーン2サーモンラン） WORLD DAIPAN CLASSIC 2021 ロケテ!                                       | 2021年8月13日  |
| ＃48           | 元祖みんなでスペランカー | ラトナ・プティ 勇気ちひろ                                        | WORLD DAIPAN CLASSIC 2021 ロケテ! | 2021年8月20日  |
| ＃49           | ミスタードリラーアンコール | ベルモンド・バンデラス 桜凛月                                    | WORLD DAIPAN CLASSIC 2021 ロケテ! | 2021年8月27日  |
| ＃50           | ビシバシスペシャル | ベルモンド・バンデラス 桜凛月                                    | WORLD DAIPAN CLASSIC 2021 ロケテ! ヤシロとササキの50回記念トーク!                                                                                    | 2021年9月3日   |
| イベント映像   | ヤシロ&ササキのレバガチャダイパン〜みんなで行こうぜ社ん家〜 前編 | ヤシロ&ササキのレバガチャダイパン〜みんなで行こうぜ社ん家〜 前編 | ヤシロ&ササキのレバガチャダイパン〜みんなで行こうぜ社ん家〜 前編                                                                                     | 2021年9月10日  |
| イベント映像   | ヤシロ&ササキのレバガチャダイパン〜みんなで行こうぜ社ん家〜 後編 | ヤシロ&ササキのレバガチャダイパン〜みんなで行こうぜ社ん家〜 後編 | ヤシロ&ササキのレバガチャダイパン〜みんなで行こうぜ社ん家〜 後編                                                                                     | 2021年9月17日  |
| ロケ           | セガ秋葉原3号館 - 頭文字D THE ARCADE |                                                                  | やしろとささきのふたりでなかよくできるかな？ゲーセン編 （UFOキャッチャー）                                                                           | 2021年9月24日  |
| ロケ           | セガ秋葉原3号館 - maimai でらっくす - バーチャコップ2 |                                                                  | やしろとささきのふたりでなかよくできるかな？ゲーセン編 （UFOキャッチャー）                                                                           | 2021年10月1日  |
| ――             | レバガチャ振り返り生放送SP | レバガチャ振り返り生放送SP                                       | レバガチャ振り返り生放送SP | 2021年10月22日 |
| ＃51           | バイオハザード HDリマスター | ましろ 赤羽葉子                                                  | WORLD DAIPAN CLASSIC 2021 ロケテ! | 2021年11月5日  |
| ＃52           | ルイージマンション３ | ましろ 赤羽葉子                                                  | WORLD DAIPAN CLASSIC 2021 ロケテ! | 2021年11月12日 |
| ＃53           | おすそわけるメイドインワリオ | 魔使マオ 花畑チャイカ                                            | やしろとささきのふたりでなかよくできるかな？ （マリオカート8 デラックス） WORLD DAIPAN CLASSIC 2021 ロケテ!                                          | 2021年11月19日 |
| ＃54           | スーパーモンキーボール | 魔使マオ 花畑チャイカ                                            | WORLD DAIPAN CLASSIC 2021 ロケテ! | 2021年11月26日 |
| ＃55           | キキトリック | 町田ちま メリッサ・キンレンカ                                    | やしろとささきのふたりでなかよくできるかな？ （FIRE PRO WRESTLING WORLD） WORLD DAIPAN CLASSIC 2021 ロケテ!                                          | 2021年12月10日 |
| ＃56           | MARIO SPORTS MIX | 町田ちま メリッサ・キンレンカ                                    | やしろとささきのふたりでなかよくできるかな？ （FIRE PRO WRESTLING WORLD） WORLD DAIPAN CLASSIC 2021 ロケテ!                                          | 2021年12月17日 |
| ＃57           | 塊魂アンコール | 森中花咲 本間ひまわり                                            | やしろとささきのふたりでなかよくできるかな？ （FIRE PRO WRESTLING WORLD） WORLD DAIPAN CLASSIC 2021 ロケテ!                                          | 2021年12月24日 |
| ＃58           | Nippon Marathon | 森中花咲 本間ひまわり                                            | やしろとささきのふたりでなかよくできるかな？ （FIRE PRO WRESTLING WORLD） WORLD DAIPAN CLASSIC 2021 ロケテ!                                          | 2022年1月7日   |
| ＃59           | ファミリースキー ワールドスキー&スノーボード | ルイス・キャミー フミ                                            | やしろとささきのふたりでなかよくできるかな？ （マリオカート8 デラックス） WORLD DAIPAN CLASSIC 2021 ロケテ!                                          | 2022年1月14日  |
| ＃60           | オーバーライド 巨大メカ大乱闘 | ルイス・キャミー フミ                                            | やしろとささきのふたりでなかよくできるかな？ （マリオカート8 デラックス） WORLD DAIPAN CLASSIC 2021 ロケテ!                                          | 2022年1月21日  |
| ＃61           | マリオパーティ スーパースターズ | 戌亥とこ フレン・E・ルスタリオ                                   | やしろとささきのふたりでなかよくできるかな？ （大乱闘スマッシュブラザーズ SPECIAL） WORLD DAIPAN CLASSIC 2021 ロケテ!                                | 2022年1月28日  |
| ＃62           | やわらかあたま塾 いっしょにあたまのストレッチ | 戌亥とこ フレン・E・ルスタリオ                                   | やしろとささきのふたりでなかよくできるかな？ （大乱闘スマッシュブラザーズ SPECIAL） WORLD DAIPAN CLASSIC 2021 ロケテ!                                | 2022年2月4日   |
| ――             | レバガチャ生放送 なかよくしなさいSP！ | レバガチャ生放送 なかよくしなさいSP！                            | レバガチャ生放送 なかよくしなさいSP！ | 2022年3月4日   |
| ＃63           | ドンキーコンガ | エリー・コニファー 愛園愛美                                      | WORLD DAIPAN CLASSIC 2021 ロケテ! | 2022年3月11日  |
| ＃64           | ゲッターラブ!! ちょー恋愛パーティーゲーム | エリー・コニファー 愛園愛美                                      | WORLD DAIPAN CLASSIC 2021 ロケテ! | 2022年3月18日  |
| ――             | RTA駅伝【レバガチャダイパン × YouTube Gaming Crosszone】 | RTA駅伝【レバガチャダイパン × YouTube Gaming Crosszone】         | RTA駅伝【レバガチャダイパン × YouTube Gaming Crosszone】                                                                                             | 2022年3月27日  |
| ＃65           | スーパーマリオスタジアム ファミリーベースボール | ドーラ シスター・クレア                                          | WORLD DAIPAN CLASSIC 2021 ロケテ! | 2022年4月1日   |
| ＃66           | エキサイトバイク64 | ドーラ シスター・クレア                                          | WORLD DAIPAN CLASSIC 2021 ロケテ! | 2022年4月8日   |
| ＃67（最終回） | スーパー マリオパーティ グランツーリスモ7 | シェリン・バーガンディ                                           | 全放送を見てきたシェリンが選ぶ！ナレーション収録中にも関わらず思わず吹き出してしまった面白シーンBEST3！！ WORLD DAIPAN CLASSIC FINAL                 | 2022年4月22日  |

## イベント
| イベント名                                                            | プレイしたゲーム                                                                         | 出演 | 開催日                       | 開催地・放送局                              |
| --------------------------------------------------------------------- | ---------------------------------------------------------------------------------------- | --- | ---------------------------- | ------------------------------------------- |
| ヤシロ&ササキのレバガチャダイパン 〜みんなで行こうぜ社ん家〜          |                                                                                          | 椎名唯華&花畑チャイカ 樋口楓&シェリン・バーガンディ | 2020年12月8日                | KT Zepp Yokohama                            |
| 年またぎにじさんじ！ 2020-2021 〜島﨑信長とレバガチャダイパン！？SP〜 | ニンテンドウオールスター!大乱闘スマッシュブラザーズ 桃太郎電鉄 〜昭和 平成 令和も定番!〜 | 島﨑信長&葛葉&叶 月ノ美兎&リゼ・ヘルエスタ 静凛（ナレーション） シェリン・バーガンディ（ナレーション） | 2020年12月31日 -2021年1月1日 | TOKYO MX1 YouTube(にじさんじ公式チャンネル) |
| にじさんじ Anniversary Festival 2021 レバガチャダイパンステージ       |                                                                                          | 桜凛月&鈴原るる 御伽原江良&不破湊 | 2021年2月27日                | 東京ビッグサイト ニコニコ生放送             |
| レバガチャ 爆ヶ原の戦い!                                              | スーパーボンバーマン R オンライン                                                        | 西軍：笹木咲、愛園愛美、える、椎名唯華、白雪巴、鷹宮リオン、でびでび・でびる、奈羅花、成瀬鳴、花畑チャイカ、早瀬走、不破湊、ベルモンド・バンデラス、舞元啓介、雪城眞尋、夜見れな 東軍：社築、天宮こころ、アルス・アルマル、小野町春香、神田笑一、葛葉、郡道美玲、剣持刀也、桜凛月、渋谷ハジメ、轟京子、長尾景、西園チグサ、葉山舞鈴、夕陽リリ、ルイス・キャミー 実況：シェリン・バーガンディ | 2021年6月2日                 | YouTube(にじさんじ公式チャンネル)           |
| NIJISANJI SHOW DOWN -にじクイステージ- / -レバガチャステージ-         |                                                                                          | ゲスト：イブラヒム、エクス・アルビオ、ニュイ・ソシエール、葉山舞鈴 | 2021年9月4日                 | Zepp DiverCity(TOKYO)                       |
| レバガチャダイパン杯 にじさんじ秋のスマブラ大運動会2021               | 大乱闘スマッシュブラザーズ SPECIAL                                                       | 白組：社築、不破湊、緑仙、花畑チャイカ、成瀬鳴、桜凛月、神田笑一、葉山舞鈴、白雪巴、レイン・パターソン、レヴィ・エリファ、フミ 紅組：笹木咲、葛葉、弦月藤士郎、長尾景、渋谷ハジメ、天宮こころ、椎名唯華、アクシア・クローネ、グウェル・オス・ガール、空星きらめ、北小路ヒスイ、雪城眞尋 実況：シェリン・バーガンディ 解説：あばだんご                                                        | 2021年9月24日                | YouTube(にじさんじ公式チャンネル)           |

## レバガチャダイパン CONTINUE
2021年6月25日から2022年4月15日まで不定期で配信された、撮影風景など未公開シーンを編集したメイキング動画。

## スタッフ
- ナレーター：シェリン・バーガンディ
- 構成 : 佐々木浩太
- 編集 : 林迪晴（共テレ）、佐々木春香（共テレ）、藤田拓斗（共テレ）、石塚詩絵里（共テレ）
- ディレクター：環貫悠（ANYCOLOR）、三谷正明（共テレ）、小西正利（共テレ）、廣川裕二（共テレ）
- 演出：井川尊史（共テレ）
- プロデューサー：鈴木貴都（ANYCOLOR）、久保田克彦（共テレ）
- 制作協力：共テレ
- 制作著作：ANYCOLOR